# Сара Сентжильская
Сара Сентжильская (умерла после 1326 года) была французским врачом.
Сара жила в Марселе, Франция. Она была еврейкой, дочерью Давина и вдовой врача по имени Авраам. Её практика и медицинские знания известны благодаря контракту с её учеником Сальветусом де Бургоноро из Салон-де-Прованс, который датирован 28 августа 1326 года. В контракте говорится, что Сара должна была обучать его медицине в течение семи месяцев, а также обеспечивать его жильём и одеждой. Взамен ученик Сары должен был отдавать ей любые заработки, которые он мог получить во время своего ученичества. Этот документ является самым ранним и наиболее известным примером такого типа контракта между учителем и учеником.
Её имя включено в композицию «Этаж наследия» Джуди Чикаго.